# 491 av. J.-C.
Cette page concerne l'année 491 av. J.-C. du calendrier julien proleptique.

## Événements
- 25 avril : Éclipse lunaire observée à Babylone[1]. L’astronome Nabu-rimanni est actif à Babylone. Il calcule la longueur du mois lunaire synodique[2].
- 23 septembre : début à Rome du consulat de M. Minucius Augurinus II, A. Sempronius Atratinus II[3].
- Hiver : Coriolan est exilé de Rome, accusé d’avoir dilapidé les fonds publics pour l'achat de blé en Sicile. Il se réfugie chez les Volques (voir 488  av. J.-C.)[3].

- Règne en Inde de Ajatashatru, roi de Magadha (491-461 av. J.-C.[4] ou 493-459 av. J.-C.). Il tue son père Bimbisâra et se proclame roi de Magadha. Il mène deux guerres, l’une contre le roi de Kosala, Prasenajit, qu’il vainc et l’autre contre les républiques des Lichchavi qu’il parvient à soumettre au bout de 16 ans[5].

- Hippocratés, le tyran de Géla, est tué devant Megara Hyblaea au cours de luttes contre les Sicules. À la faveur d'une révolte contre le successeur d'Hippocratés, Gélon usurpe le pouvoir et devient le maître d'une partie de la Sicile grecque[6]. Il fonde la dynastie des Deinoménides[7] (fin en 466  av. J.-C.).

- Le roi agiade de Sparte, Cléomène Ier, fait destituer son collègue eurypontide, Démarate, hostile à ses projets contre Égine, sur accusation de bâtardise. Démarate est remplacé par Léotychidas II (fin en 469 av. J.-C.)[8].
- Intervention spartiate de Cléomène et Léotychidas à Égine, qui a accordé la « terre et l'eau » aux Perses ; Cléomène est contraint à l'exil quand son complot contre Démarate est dévoilé[8].

- Les Perses obligent Thasos à abattre ses murs et à livrer ses vaisseaux[9]. Ils préparent une grande flotte, capable de transporter leur cavalerie, et envoient des hérauts demander leur soumission aux cités grecques. Selon Hérodote, Athènes et Sparte refusent, mais beaucoup de cités du continent, dont Égine, acceptent[10].